# Chýnov
Chýnov település Csehországban, a Tábori járásban. Chýnov Tábor, Dolní Hořice, Ratibořské Hory, Radenín és Nová Ves u Chýnova településekkel határos. Lakosainak száma 2568 fő (2025. január 1.).

## Népesség
A település lakosságának változását az alábbi diagram mutatja:
| Lakosok száma | 2156 | 2299 | 2055 | 2117 | 2035 | 2342 | 2424 | 2490 | 2459 | 2568 |
|               | 1869 | 1900 | 1921 | 1961 | 1991 | 2011 | 2017 | 2020 | 2022 | 2025 |